# Douglas Luiz
Douglas Luiz Soares de Paulo (* 9. května 1998), známý jako Douglas Luiz, je brazilský profesionální fotbalista, který hraje na pozici defensivního záložníka za italský klub Juventus FC a za brazilský národní tým.

## Reprezentační kariéra
Douglas Luiz debutoval v brazilské reprezentaci 19. listopadu 2019 v přátelském utkání proti Jižní Koreji, které Brazílie vyhrála 3:0.
Dne 9. června 2021 byl Douglas Luiz nominován do brazilském týmu na závěrečný turnaj Copa América 2021. Na turnaji debutoval v posledním zápase základní skupiny proti Ekvádoru. Objevil se v základní sestavě a odehrál 63 minut utkání, které skončilo remízou 1:1. Na turnaji odehrál ještě jednu minutu, a to v semifinálovém utkání proti Peru (výhra 1:0). Brazílie prohrála až ve finále proti Argentině, do kterého však Douglas Luiz nenastoupil; přednost dostal záložník Realu Madrid Casemiro.
Dne 7. srpna 2021 získal Luiz zlatou olympijskou medaili jako součást brazilského týmu poté, co ve finále Letních olympijských her 2020 v Tokiu porazili výběr Španělska 2:1 po prodloužení.

## Statistiky

### Klubové
K 26. září 2021
| Klub            | Sezóna  | Liga           | Liga   | Liga | Národní pohár | Národní pohár | Ligový pohár | Ligový pohár | Ostatní | Ostatní | Celkem | Celkem |
| Klub            | Sezóna  | Liga           | Zápasy | Góly | Zápasy        | Góly          | Zápasy       | Góly         | Zápasy  | Góly    | Zápasy | Góly   |
| --------------- | ------- | -------------- | ------ | ---- | ------------- | ------------- | ------------ | ------------ | ------- | ------- | ------ | ------ |
| Vasco da Gama   | 2016    | Série B        | 14     | 2    | 1             | 0             | —            | —            | —       | —       | 15     | 2      |
| Vasco da Gama   | 2017    | Série A        | 11     | 1    | 3             | 0             | —            | —            | 10      | 2       | 24     | 3      |
| Vasco da Gama   | Celkem  | Celkem         | 25     | 3    | 4             | 0             | —            | —            | 10      | 2       | 39     | 5      |
| Manchester City | 2017/18 | Premier League | 0      | 0    | 0             | 0             | 0            | 0            | 0       | 0       | 0      | 0      |
| Girona (host.)  | 2017/18 | La Liga        | 15     | 0    | 2             | 0             | —            | —            | —       | —       | 17     | 0      |
| Girona (host.)  | 2018/19 | La Liga        | 23     | 0    | 6             | 0             | —            | —            | —       | —       | 29     | 0      |
| Girona (host.)  | Celkem  | Celkem         | 38     | 0    | 8             | 0             | —            | —            | —       | —       | 46     | 0      |
| Aston Villa     | 2019/20 | Premier League | 36     | 3    | 0             | 0             | 6            | 0            | —       | —       | 42     | 3      |
| Aston Villa     | 2020/21 | Premier League | 33     | 0    | 0             | 0             | 1            | 0            | —       | —       | 34     | 0      |
| Aston Villa     | 2021/22 | Premier League | 4      | 0    | 0             | 0             | 0            | 0            | —       | —       | 4      | 0      |
| Aston Villa     | Celkem  | Celkem         | 73     | 3    | 0             | 0             | 7            | 0            | —       | —       | 80     | 3      |
| Celkem          | Celkem  | Celkem         | 123    | 9    | 12            | 0             | 7            | 0            | 10      | 2       | 152    | 8      |

### Reprezentační
K 15. červenci 2021
| Brazílie | Brazílie | Brazílie |
| Rok      | Zápasy   | Góly     |
| -------- | -------- | -------- |
| 2019     | 1        | 0        |
| 2020     | 4        | 0        |
| 2021     | 3        | 0        |
| Celkem   | 8        | 0        |